# BR-Standardklasse 9F
Die Standardklasse 9F der British Railways war eine Baureihe von Schlepptender-Dampflokomotiven für den schweren Güterzugdienst, welche von 1954 bis 1960 bei den Crewe Works und Swindon Works in England gebaut wurde. Damit war sie die letzte der zwölf BR-Standardklassen und die letzte Baureihe britischer Dampflokomotiven.

## Geschichte

### Bestellung und Produktion
Die British Transport Commission hatte vorgeschlagen, die bestehende Dampflokomotivflotte durch Diesel- und Elektrolokomotiven zu ersetzen. Der Vorstand der British Railways plante jedoch die vollständige Elektrifizierung aller Strecken und bestellte deshalb eine neue Flotte standardisierter Dampflokomotiven als vorläufige Antriebslösung bis zur Elektrifizierung. Es wurde eine leistungsstarke Güterzuglokomotive benötigt, die schwere Züge von 914 Tonnen (900 long tons) mit einer Geschwindigkeit von 56 Kilometern pro Stunde (35 miles per hour) befördern konnte. Der Konstrukteur Robert Riddles entwarf zunächst eine 1’D1’-Lokomotive (englisch 2-8-2), entschied sich dann aber für die Radsatzanordnung 1’E (englisch 2-10-0), mit der eine höhere Zugkraft bei geringerer Achslast erreicht werden konnte. Aufgrund der in der Geschichte der Dampflokomotiven recht späten Konstruktionszeit konnten Erfahrungen und Erfindungen aus über einhundert Jahren in die Entwicklung einfließen. Daraus entstand eine der erfolgreichsten, aber auch kurzlebigsten Dampflokomotivklassen, die in Großbritannien gebaut wurden. Die im Januar 1954 eingeführte Klasse umfasste 251 Lokomotiven, von denen 198 bei Crewe Works und 53 bei Swindon Works gebaut wurden. Die Nummerierung erfolgte in Bezug auf die einzelnen Bauserien der Hersteller, daher nicht unbedingt nach Baudatum geordnet, von 92 000 bis 92 250. Die letzte Lokomotive der Klasse wurde 1960 bei den Swindon Works gebaut. Die Maschine mit der Nummer 92 220 war die 999. Lok der BR-Standardklassen und die letzte für die British Railways gebaute Dampflokomotive. Daher erhielt sie den Namen Evening Star und ist bis heute im National Railway Museum in York erhalten.

### Bauserien
| Nummern                                                                                        | Anzahl | Baujahr | Hersteller    | Tender            | Bemerkungen                                                                            |
| ---------------------------------------------------------------------------------------------- | ------ | ------- | ------------- | ----------------- | -------------------------------------------------------------------------------------- |
| 92000–92009                                                                                    | 10     | 1954    | Crewe Works   | BR1G              | 8 für WR, 2 für LMR; 92000–92002, 92005 und 92006 mit Doppelschornstein (nachgerüstet) |
| 92010–92014                                                                                    | 5      | 1954    | Crewe Works   | BR1F              | für ER                                                                                 |
| 92015–92019                                                                                    | 5      | 1954    | Crewe Works   | BR1C              | für LMR                                                                                |
| 92020-92029                                                                                    | 10     | 1955    | Crewe Works   | BR1B              | für LMR; Franco-Crosti-Kessel                                                          |
| 92030–92044                                                                                    | 15     | 1954    | Crewe Works   | BR1F              | für ER                                                                                 |
| 92045–92059                                                                                    | 15     | 1955    | Crewe Works   | BR1C              | für LMR                                                                                |
| 92060–92066                                                                                    | 7      | 1955    | Crewe Works   | BR1B              | für NER; Westinghouse-Druckluftpumpe                                                   |
| 92067–92076                                                                                    | 10     | 1956    | Crewe Works   | BR1F              | für ER                                                                                 |
| 92077–92086                                                                                    | 10     | 1956    | Crewe Works   | BR1C              | für LMR                                                                                |
| 92087–92096                                                                                    | 10     | 1957    | Swindon Works | BR1F              | für ER                                                                                 |
| 92097–92099                                                                                    | 3      | 1956    | Crewe Works   | BR1B              | für NER; Westinghouse-Druckluftpumpe                                                   |
| 92100–92118                                                                                    | 19     | 1956    | Crewe Works   | BR1C              | für LMR                                                                                |
| 92119–92139                                                                                    | 21     | 1957    | Crewe Works   | BR1C              | für LMR                                                                                |
| 92140–92149                                                                                    | 10     | 1957    | Crewe Works   | BR1F              | für ER                                                                                 |
| 92150–92164                                                                                    | 15     | 1958    | Crewe Works   | BR1C              | für LMR                                                                                |
| 92165–92167                                                                                    | 3      | 1958    | Crewe Works   | BR1K, später BR1C | für LMR; Stokerfeuerung; Doppelschornstein                                             |
| 92168–92177                                                                                    | 10     | 1958    | Crewe Works   | BR1F              | für ER                                                                                 |
| 92178–92183                                                                                    | 6      | 1957    | Swindon Works | BR1F              | für ER; 92178 und 92183 mit Doppelschornstein                                          |
| 92184–92202                                                                                    | 19     | 1958    | Swindon Works | BR1F              | für ER; Doppelschornstein                                                              |
| 92203–92217                                                                                    | 15     | 1959    | Swindon Works | BR1G              | für WR; Doppelschornstein                                                              |
| 92218–92220                                                                                    | 3      | 1960    | Swindon Works | BR1G              | für WR; Doppelschornstein                                                              |
| 92221–92250                                                                                    | 30     | 1958    | Crewe Works   | BR1G              | für WR; Doppelschornstein; 92250 mit Giesl-Ejektor                                     |
| ER = Eastern Region LMR = London Midland Region NER = North Eastern Region WR = Western Region |        |         |               |                   |                                                                                        |

### Farbgebung

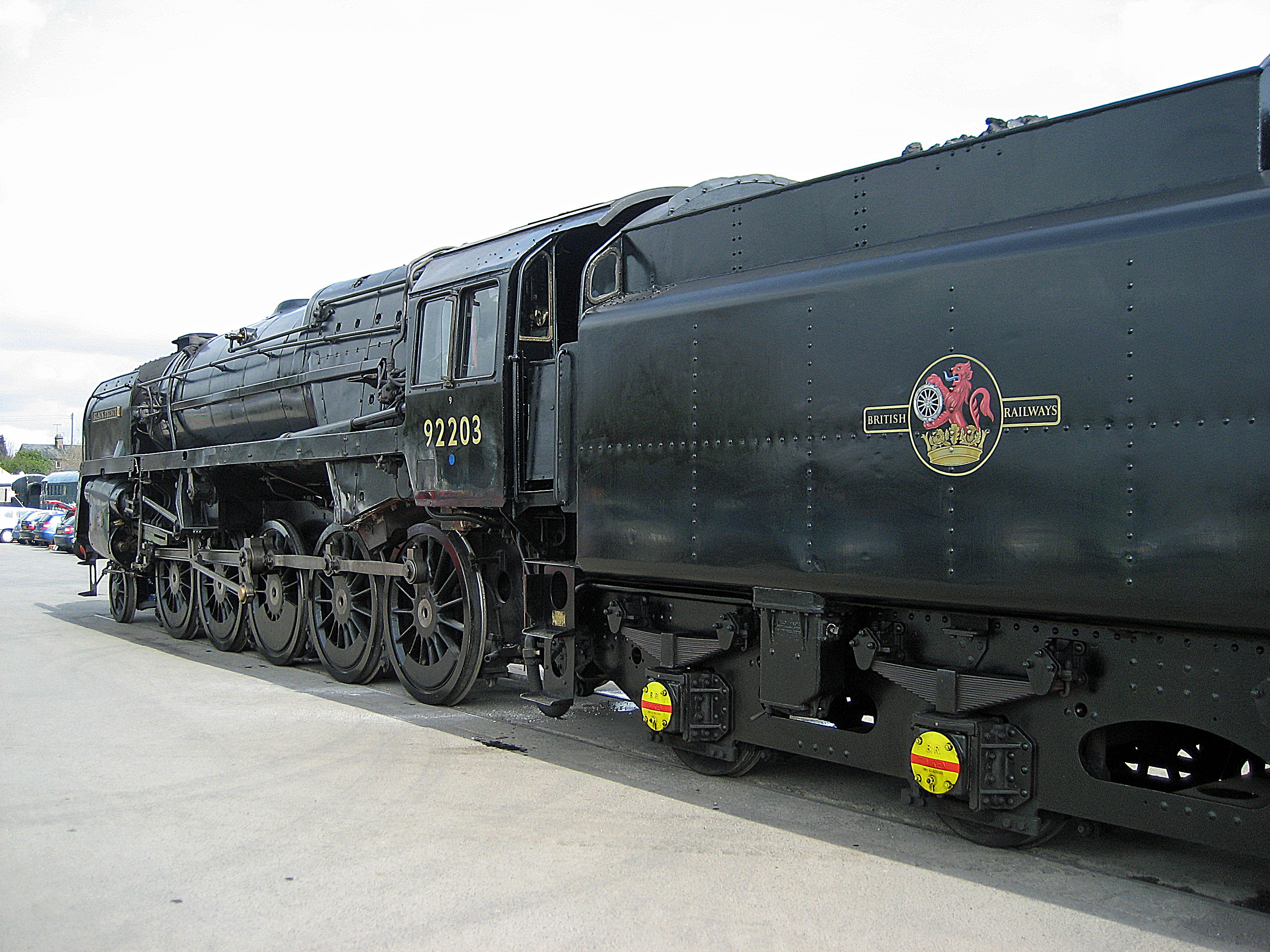
Typische Farbgebung und BR-Logo auf dem Schlepptender der 92203

Die Klasse wurde im charakteristischen Schwarz für Güterzugdampflokomotiven lackiert. Der Pufferträger und die Pufferhülsen waren rot. Das Wappen der British Railways befand sich auf den Seitenwänden des Schlepptenders.
Die letzte gebaute Dampflokomotive, 92 220 mit dem Namen Evening Star, war die einzige ihrer Baureihe, die bei ihrer Indienststellung durch British Railways einen Namen erhielt. Sie wurde abweichend von den übrigen 250 Lokomotiven in Deep Bronze-Grün (BS224) lackiert und mit Zierlinien versehen. Diese Farbgebung war normalerweise Schnellzuglokomotiven vorbehalten, auch erhielten Güterzuglokomotiven von wenigen Ausnahmen abgesehen keine Namen. Da die 92 220 heute nicht mehr betriebsfähig ist, bekam die 92 214 etwa fünfzig Jahre nach der Ausmusterung eine ähnliche Farbgebung, um im Museumsbahneinsatz an die 92 220 zu erinnern.

### Einsatz
Die Lokomotiven wurden nahezu im gesamten britischen Eisenbahnnetz im schweren Güterzugdienst eingesetzt. Lediglich in Schottland waren sie nicht zu sehen, abgesehen von einigen Maschinen, die kurze Zeit vom knapp südlich der schottischen Grenze liegenden Depot Carlisle Kingmoor aus eingesetzt wurden. Auch als Personenzuglok diente die 9F, die trotz ihrer kleinen Treibräder Geschwindigkeiten von bis zu 140 km/h erreichte. Allerdings untersagte British Railways die aushilfsweise Verwendung der 9F im Schnellzugverkehr, um einer möglichen Beschädigung der Stangenlager vorzubeugen. Da nicht genügend Personenzuglokomotiven verfügbar waren, wurden die Maschinen aber weiterhin insbesondere in der North Eastern und der Western Region regulär vor Wochenend-Sonderzügen eingesetzt.
Obwohl das Ende des Dampflokeinsatzes in Großbritannien absehbar war, wurden kleine Serien mit verschiedenen Versuchseinrichtungen ausgerüstet, um diese zu erproben. Die 92 020 bis 029 wurden mit einem Franco-Crosti-Kessel zur Wärmerückgewinnung für die Speisewasservorwärmung gebaut. Die 92 060 bis 066 und 097 bis 099 erhielten Westinghouse-Druckluftpumpen zur Versorgung von Erzzügen. Die 92 165 bis 167 wurden mit einer Stokerfeuerung zur Entlastung des Heizers und für eine schnellere Dampferzeugung ausgerüstet. Die 92 178 hatte einen Doppelschornstein und die 92 250 einen Giesl-Ejektor. Die meisten dieser Versuchslokomotiven wurden in die Normalausführung zurückgebaut, da die eingebauten Geräte nicht die gewünschten Ergebnisse lieferten. (genauere Erläuterungen siehe Konstruktion / Versuchsausrüstung)

### Ausmusterung und Erhaltung
Obwohl die Klasse 9F äußerst leistungsstark, zuverlässig und erfolgreich war, blieb sie nur wenige Jahre im Dienst. Da der Vorschlag der British Transport Commission zur Abschaffung der Dampftraktion doch durchgesetzt wurde, begann die Ausmusterung bereits im Mai 1964 und war bis Juni 1968 abgeschlossen, auch wenn ursprünglich der Einsatz bis in die 1980er Jahre geplant gewesen war. Damit waren einige Lokomotiven nur fünf Jahre im Dienst, obwohl der Anschaffungspreis pro Lok bei 33.500 Pfund Sterling lag, was heute etwa einer Million US-Dollar entspricht. Neun der 251 Dampflokomotiven der Standardklasse 9F wurden nach ihrer Ausmusterung direkt von British Railways oder später vom Schrottplatz der Woodham Brothers in Barry verkauft und blieben in Eisenbahnmuseen erhalten.
Im September 1982 stellte die erhaltene 92 203, die als Museumslokomotive den Namen Black Prince erhalten hatte, den Rekord für den schwersten Zug auf, der jemals von einer Dampflokomotive in Großbritannien gezogen wurde, als sie in Somerset einen 2.178 Tonnen schweren Güterzug in Bewegung setzte.
Die 92 203 und die 92 220 waren einst als Museumsloks mit Sonderzügen auf Hauptbahnlinien im Einsatz. Allerdings besteht die Befürchtung, die erhöhten Leitschienen moderner Weichen könnten eine Entgleisung verursachen, weshalb der Einsatz der Klasse 9F und anderer 1’E-Dampflokomotiven auf britischen Hauptbahnen heute verboten ist.

### Liste erhaltener Fahrzeuge
| Nummer | Name           | Hersteller    | Auslieferung | Ausmusterung | Eigentümer                    | Zustand                              |
| 92134  |                | Crewe Works   | 06/1957      | 12/1966      | North Yorkshire Moors Railway | betriebsfähig                        |
| 92203  | Black Prince   | Swindon Works | 04/1959      | 11/1967      | North Norfolk Railway         | betriebsfähig                        |
| 92207  | (Morning Star) | Swindon Works | 06/1959      | 12/1964      | North Dorset Railway          | Ersatzteilspender                    |
| 92212  |                | Swindon Works | 09/1959      | 01/1968      | Mid Hants Railway             | abgestellt, wartet auf Restaurierung |
| 92214  | Leicester City | Swindon Works | 10/1959      | 09/1965      | Great Central Railway         | betriebsfähig                        |
| 92219  |                | Swindon Works | 01/1960      | 09/1965      | Wensleydale Railway           | abgestellt, wartet auf Restaurierung |
| 92220  | Evening Star   | Swindon Works | 03/1960      | 03/1965      | National Railway Museum       | ausgestellt, nicht betriebsfähig     |
| 92240  |                | Crewe Works   | 10/1958      | 09/1965      | Bluebell Railway              | abgestellt, wartet auf Überholung    |
| 92245  |                | Crewe Works   | 11/1958      | 12/1964      | Barry Tourist Railway         | Ersatzteilspender                    |

## Technik

### Rahmen und Laufwerk
Die Lokomotiven besitzen einen innenliegenden geschweißten Blechrahmen mit Querstreben zur Verbindung und Versteifung der beiden Rahmenwangen. Das Laufwerk besteht aus einer vorderen Lauf- und fünf dahinterliegenden Treib- und Kuppelachsen. Während die Laufachse seitlich auslenken kann, sind die Treib- und Kuppelachsen im Hauptrahmen angeordnet und nicht seitlich verschiebbar. Um dennoch Gleisbogenradien von 120 Metern befahren zu können, haben der mittig angeordnete Treibradsatz keine und die Kuppelradsätze abgeschwächte Spurkränze, weshalb heute der Einsatz solcher 1’E-Lokomotiven auf britischen Hauptbahnen verboten ist. Mit Schrittgeschwindigkeit können die Loks sogar Radien von 90 Metern befahren. Die Abfederung der Radsätze übernehmen Blattfedern, welche sich unter den Achslagern auf der Innenseite der Räder befinden und nach oben gezogen werden. Die Abbremsung erfolgt über die fünf Treib- und Kuppelachsen der Lok und über die drei Laufachsen des Tenders. Die Laufachse der Lok läuft ungebremst mit. Die Treibradsätze werden durch jeweils zwei Bremsklötze von vorn gebremst. Zum Gleit- und Schleuderschutz besitzen die Lokomotiven eine Sandstreueinrichtung, welche über Sandröhren vor den Rädern des ersten Kuppelradsatzes sowie vor und hinter dem Treibradsatz Sand auf die Schienen aufbringen kann. Die Leermasse der Lok liegt ohne Tender bei 88,1 und mit Tender bei 110,6 bis 112,8 Tonnen. Die Dienstmasse mit vollen Vorräten beträgt ohne Tender 91,6 und mit Tender 142,7 bis 147,7 Tonnen. Da das Gewicht der Lokomotive auf sechs Achsen aufgeteilt wird, kann die maximale Achslast auf 15,7 Tonnen gesenkt und die Klasse 9F problemlos auch auf Nebenbahnen eingesetzt werden, wobei eine Anfahrzugkraft von 175 Kilonewton erreicht wird.

### Triebwerk
Die Maschinen haben zwei Dampfzylinder mit einem Innendurchmesser von 510 mm und einem Kolbenhub von 710 mm. Die Kolben übertragen die Kraft über die Treibstangen auf die Treibachse. Mit der Treibachse verbundene Kuppelstangen sorgen für den Antrieb der jeweils zwei davor und dahinter angeordneten Kuppelachsen. Die Stangenlager sind als Rollenlager ausgeführt, damit sie sich bei hohen Drehzahlen und Belastungen nicht übermäßig erhitzen. Dadurch kam es, anders als bei den Gleitlagern älterer Dampfloks, kaum noch zu schweren Lager- und Stangenschäden. Die Lokomotiven besitzen eine außenliegende Dampfsteuerung des Typs Walschaert (deutsch Heusinger-Steuerung).

### Kessel
Die Klasse 9F hat einen leistungsstarken genieteten Dampfkessel, der eine große Ähnlichkeit zu den Kesseln der Schnellzuglokomotiven der Standardklassen 7 und 8 aufweist. Der Kesseldurchmesser steigert sich von vorn nach hinten von 1750 auf 1850 Millimeter. Die Feuerbüchse hat eine Rostfläche von rund 3,7 und eine Strahlungsheizfläche von 20,0 Quadratmetern und wird von Hand befeuert. Da sie von Wasser umgeben ist, kann die Wärmestrahlung genutzt und der Materialverschleiß in Grenzen gehalten werden. Von der Feuerbüchse gelangen die heißen Verbrennungsgase in die Rauch- und Heizrohre, die zusammen eine Heizfläche von 212,2 Quadratmetern besitzen. Der erzeugte Wasserdampf sammelt sich im Dampfdom und wird von dort über den Dampfsammelkasten in die Überhitzerrohre geleitet, welche von der Rauchkammer in die Rauchrohre eingeschoben sind. Diese haben eine Heizfläche von 62,9 Quadratmetern und dienen zur weiteren Erhitzung und Trocknung des Dampfes. Dabei dehnt sich dieser weiter aus, wodurch die Dampfmaschine deutlich effizienter arbeitet. Vom Überhitzer gelangt der Dampf durch die Schieberkästen in die beiden Dampfzylinder zum Antrieb der Achsen. Der Abdampf der Zylinder wird für mehrere Einrichtungen genutzt. Das Blasrohr in der Rauchkammer arbeitet nach dem Prinzip der Strahlpumpe. Es dient als Saugzuganlage und befördert die Verbrennungsgase durch den Schornstein in die Umgebung, wodurch das Feuer in der Feuerbüchse angefacht wird. Ab der 92 184 erhielten die Loks serienmäßig ein doppeltes Blasrohr und einen Doppelschornstein, womit die Leistung des Kessels gesteigert werden konnte. Da die Lokomotiven kein Verbundtriebwerk mit Hoch- und Niederdruckzylindern besitzen, erzeugt die Saugzuganlage die typischen lauten Auspuffschläge. Neben dem Blasrohr arbeiten auch die Speisewasserpumpe und der Speisewasservorwärmer mit dem anfallenden Abdampf. Einige Maschinen, darunter die betriebsfähigen Museumsloks, hatten einen Anschluss für die Dampfheizung. Da es sich um Güterzugloks handelt, war dies aber eher die Ausnahme. Die Windleitbleche befinden sich dicht an der Rauchkammer, sodass die Seitenumläufe des Kessels vom vorderen Ende der Lokomotive bestiegen werden können.

### Tender
Die Schlepptender haben einen außenliegenden Blechrahmen und drei Achsen, welche von Blattfedern abgestützt werden. Die Lokomotiven wurden mit unterschiedlichen Tenderbauarten ausgerüstet, die sich hauptsächlich in der Größe des Kohlen- und Wasservorrats unterscheiden. Der Tender BR1K war eine Sonderausführung für die Versuchslokomotiven 92 165 bis 167 und besaß eine kleine Dampfmaschine, die die Förderschnecke der Stokerfeuerung antrieb. Daher war er gut eine Tonne schwerer als die anderen Bauarten und hatte aufgrund des höheren Verbrauchs einen größeren Kohlenvorrat.

#### Bauarten von Schlepptendern der BR-Standardklasse 9F
| Tender | Anzahl | Baujahre  | Kohle  | Wasser  | Leermasse | Dienstmasse |
| BR 1 B | 20     | 1955–1956 | 7,11 t | 21,5 m³ | 22,5 t    | 51,1 t      |
| BR 1 C | 85     | 1954–1958 | 9,14 t | 21,5 m³ | 23,5 t    | 54,1 t      |
| BR 1 F | 85     | 1954–1958 | 7,11 t | 25,6 m³ | 23,4 t    | 56,1 t      |
| BR 1 G | 58     | 1954–1960 | 7,11 t | 23,0 m³ | 23,2 t    | 53,3 t      |
| BR 1 K | 3      | 1958      | 9,14 t | 19,3 m³ | 24,7 t    | 53,2 t      |

### Versuchsausrüstung

#### Franco-Crosti-Kessel
Zehn Lokomotiven (92 020 bis 029) wurden 1955 mit einem Franco-Crosti-Kessel als Rauchgas-Speisewasservorwärmer ausgeliefert, der Restwärme zurückgewinnen sollte. Dieser war ein zylindrischer Wasserkessel, der sich unter dem Dampfkessel befand. Aufgrund des hohen Blechrahmens konnte er nicht so tief wie nötig eingebaut werden, weshalb der Durchmesser des Dampfkessels verringert werden musste. Der normale Schornstein auf der Rauchkammer wurde nur beim Anheizen der Lokomotive verwendet. Im Betrieb strömten die Rauchgase durch Rohre innerhalb des Vorwärmkessels, die zu einer zweiten Rauchkammer führten. Diese befand sich unter dem Dampfkessel und hatte ihren Schornstein auf der rechten Lokomotivseite am hinteren Ende des Langkessels. Um ungünstige Verwirbelungen der Rauchgase und des Abdampfes zu verhindern, wurde dieser zweite Schornstein mit einem einseitigen Windleitblech ausgestattet. Die regulären großen Windleitbleche an der Rauchkammer entfielen. Die Versuchsanordnung erreichte nicht die erhoffte Steigerung der Effizienz, welche die Kosten und die Komplexität gerechtfertigt hätte. Daher wurden die Vorwärmkessel nachträglich ausgebaut, während die Rauchkammer des Dampfkessels mit ihrem markanten Aussehen beibehalten wurde.

#### Westinghouse-Druckluftpumpe
Weitere zehn Lokomotiven (92 060 bis 066 und 097 bis 099) erhielten Westinghouse-Druckluftpumpen zur Versorgung der pneumatischen Türen der Erztrichterwagen, welche auf der stark geneigten Consett-Linie im Einsatz waren. Diese zusätzlichen Pumpen ermöglichten das automatische Entladen der aus etwa zehn Wagen bestehenden Erzzüge in weniger als einer Minute.

#### Stokerfeuerung
Drei Lokomotiven (92 165 bis 167) hatten eine Stokerfeuerung, bei der eine Förderschnecke die Kohle vom Tender in die Feuerbüchse beförderte, wo diese durch vom Heizer gesteuerte Dampfdüsen auf dem Rost verteilt wurde. Die Stokerfeuerung sollte die Erzeugung größerer Dampfmengen in kurzer Zeit sowie die Verbrennung minderwertiger Kohle ermöglichen. Da die mechanische Feuerung ineffizient war und aufgrund der vielen Halte von Ferngüterzügen ein erfahrener Heizer ausreichte, wurden die Lokomotiven später in die Regelausführung umgebaut.

#### Giesl-Ejektor
Eine Lok (92 250) war mit einem Giesl-Ejektor ausgestattet, der den Abdampf auf sieben Düsen aufteilte und einen schmalen fächerförmigen Dampfstrahl erzeugte, wodurch eine bessere Vermischung mit dem Rauch erreicht wurde. Dadurch sollte der Abdampfgegendruck in den Zylindern reduziert und somit die Leistungsfähigkeit der Lokomotive gesteigert werden. Obwohl auch hier kein Vorteil erkennbar war, behielt die 92 250 den Giesl-Ejektor und den schmalen Schornstein bis zu ihrer Ausmusterung.

#### Doppelschornstein
Die einzige Modifikation, die einen merklichen Vorteil mit sich brachte, war die Ausstattung der 92 178 mit einem doppelten Blasrohr und einem Doppelschornstein, womit die Leistungsfähigkeit erhöht wurde. Nach der Auslieferung im September 1957 wurden ausgiebige Tests im Rugby-Versuchswerk und im Schnellzugdienst vorgenommen. Auf zufriedenstellende Testergebnisse folgte im Februar 1958 der Beschluss, alle neuen Lokomotiven ab sofort mit einem Doppelschornstein zu bauen. Dies betraf die Fahrzeuge ab 92 183 sowie 92 165 bis 167. Zudem wurden die Loks 92 000 bis 002, 005 und 006 nachgerüstet.

## Fotos

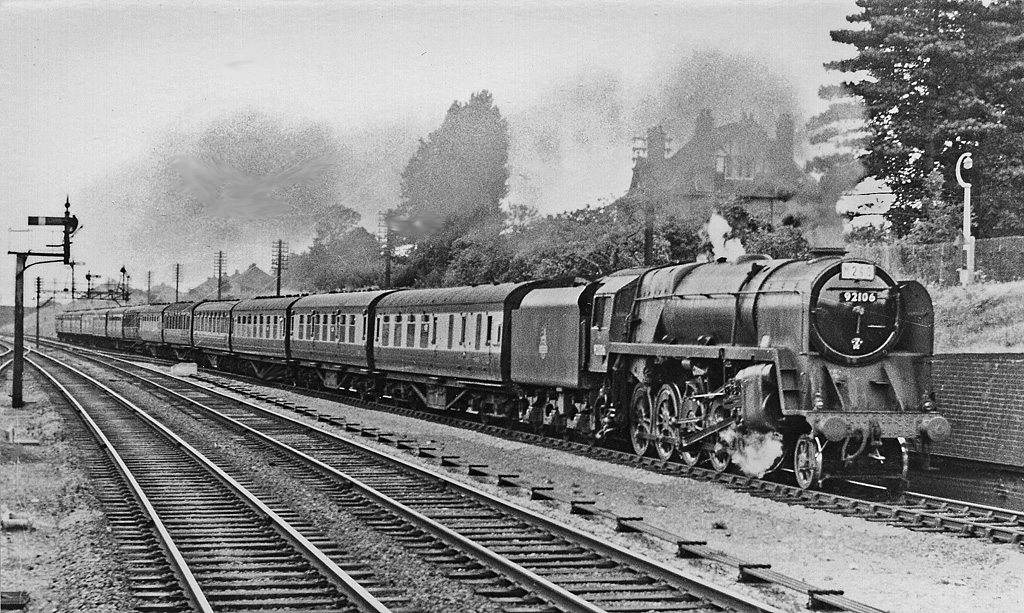
92106 mit Expresszug in Churchdown (August 1957)
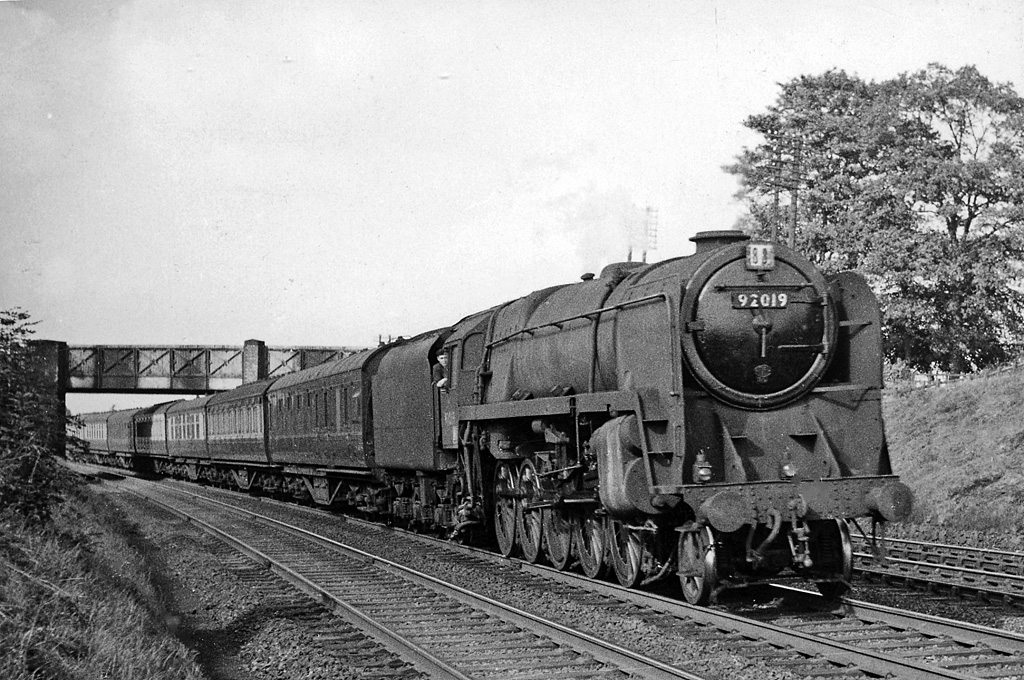
92019 mit Leerzug bei Napsbury (August 1958)
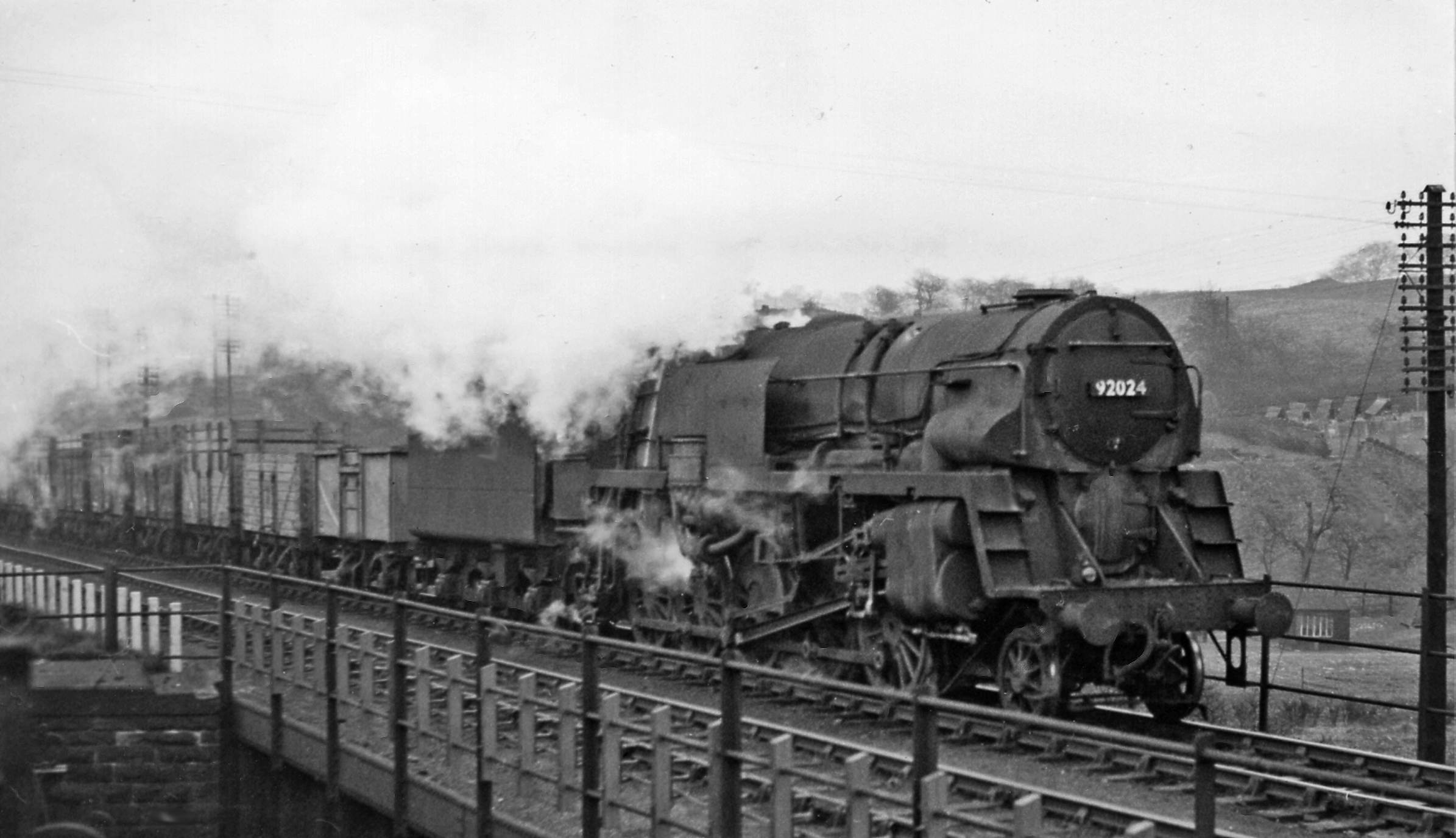
Mit Franco-Crosti-Kessel ausgerüstete 92024 mit Güterzug in Chesterfield (März 1959)
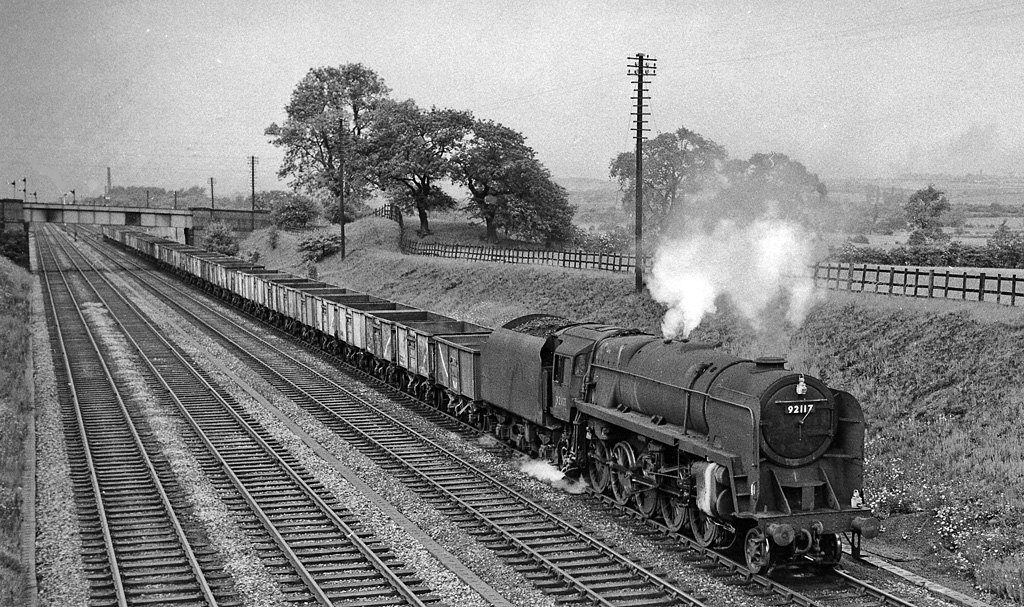
92117 mit Leerzug in Brinsley (Juli 1963)
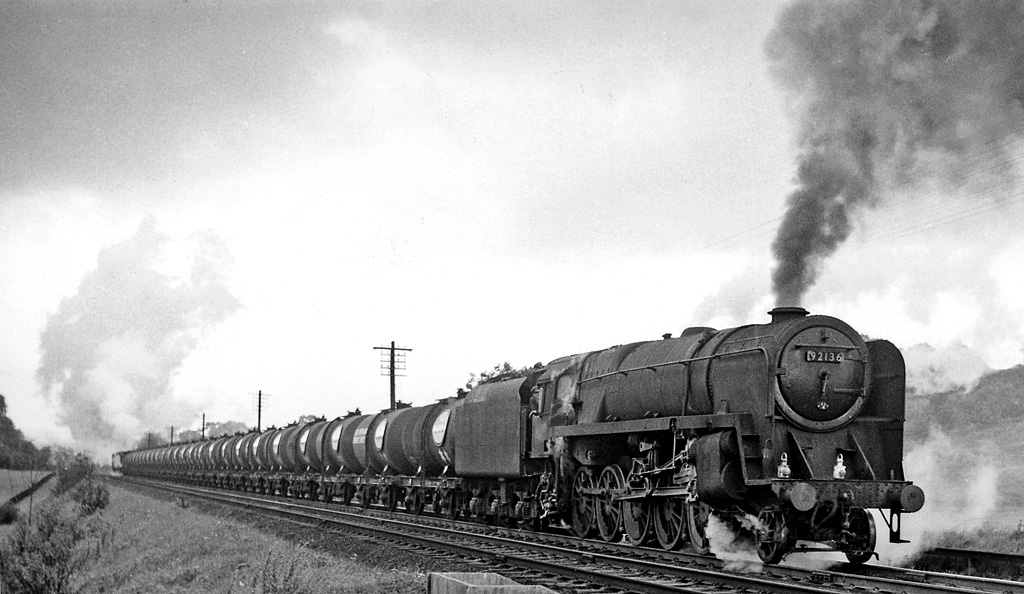
92136 mit Kesselzug auf der Lickey Incline (August 1963)
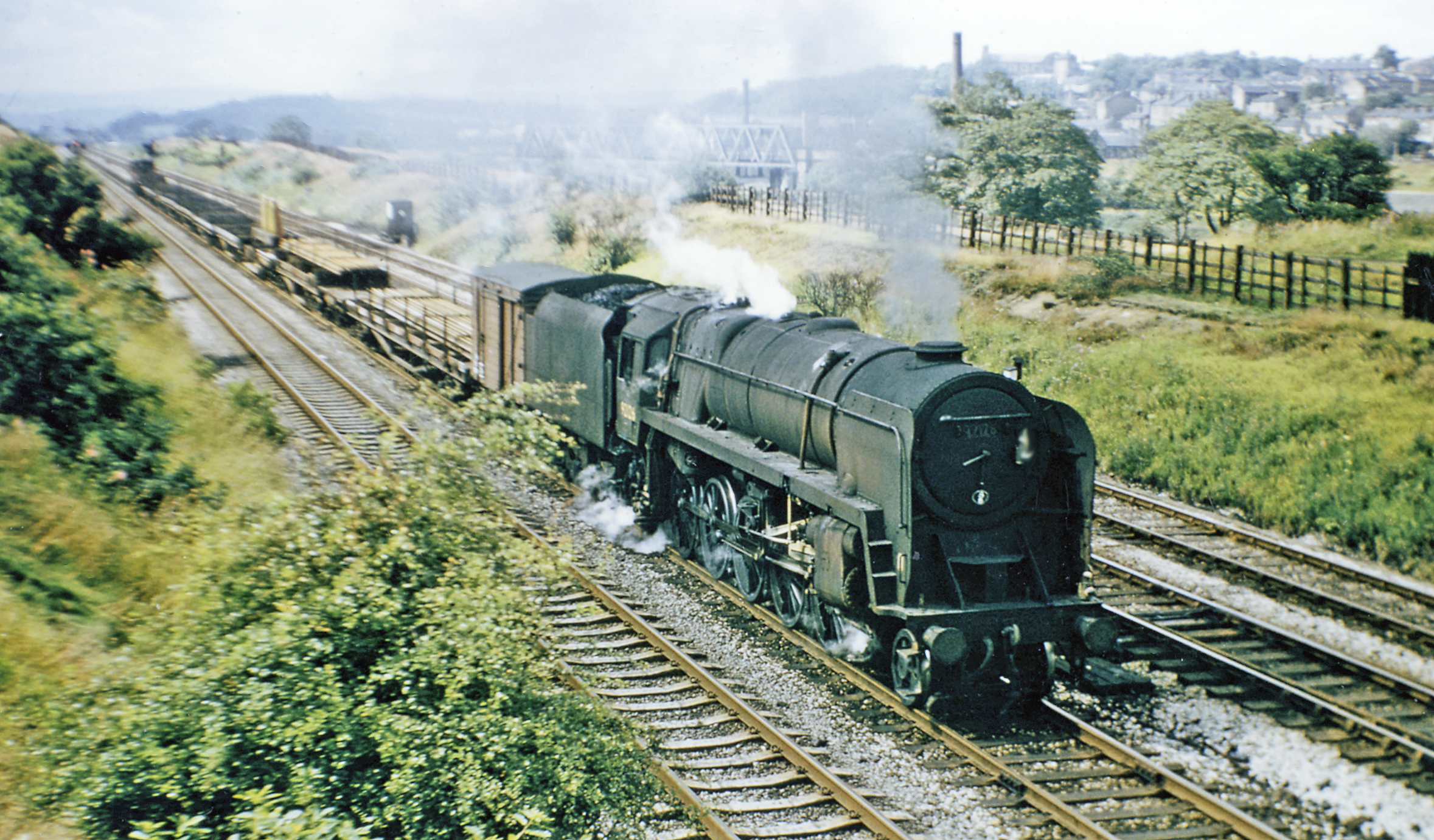
92126 mit Bauzug nahe Mirfield (Juli 1966)
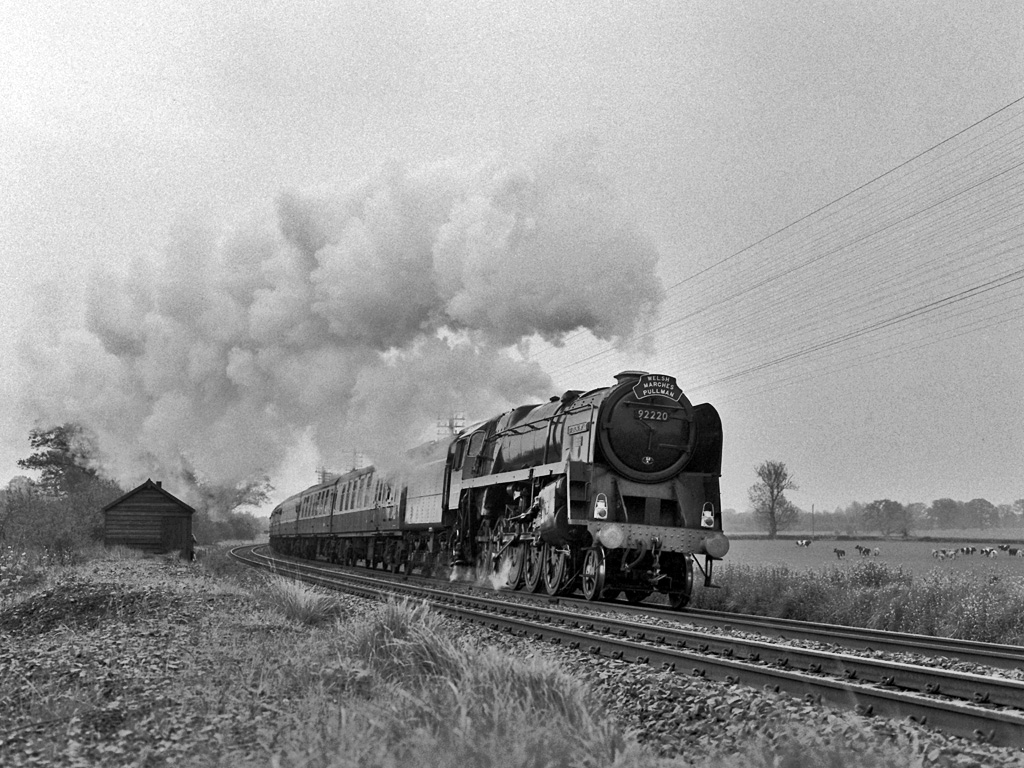
92220 „Evening Star“ mit Sonderzug nahe Leaton (Mai 1983)
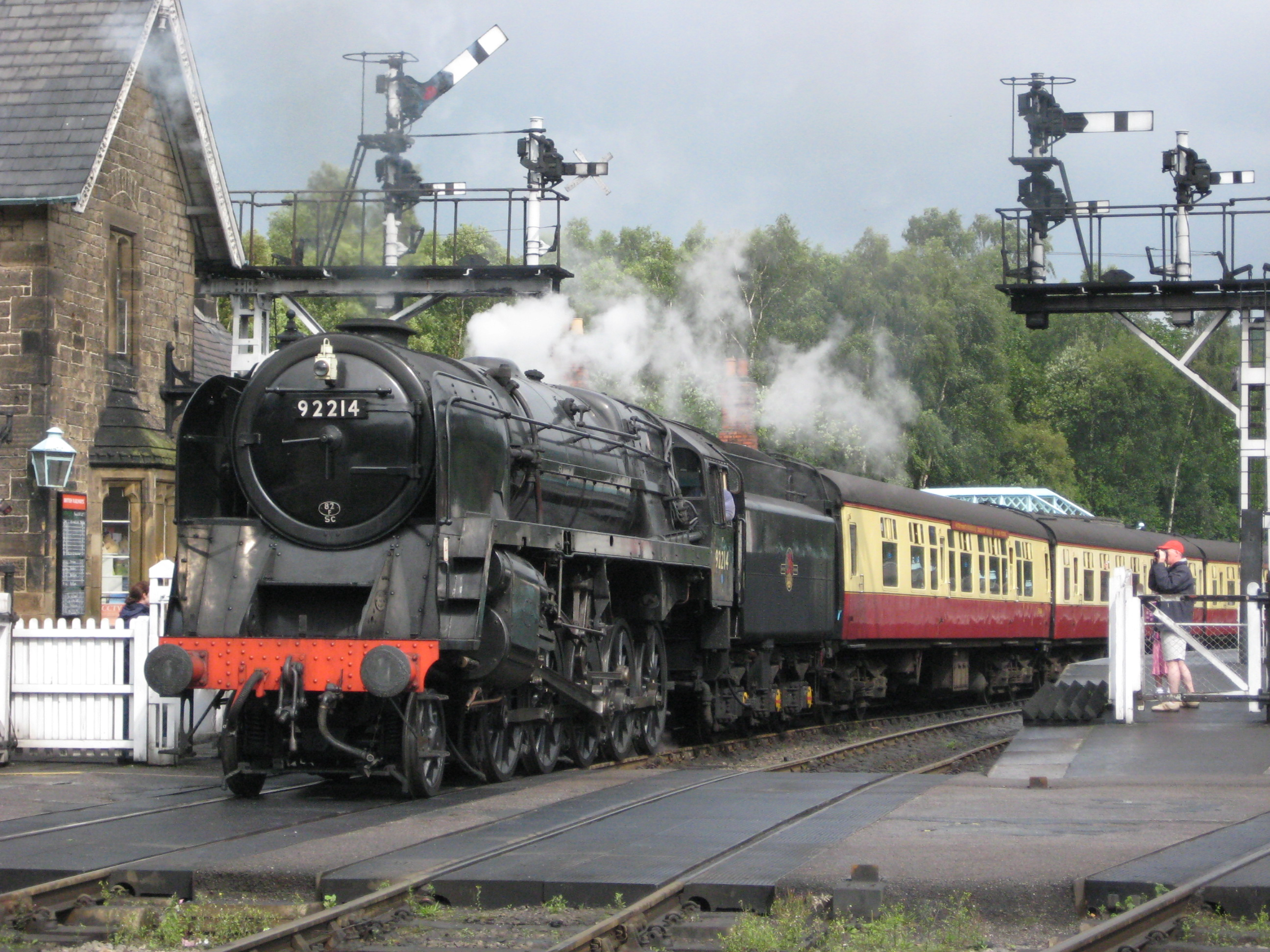
92214 mit Sonderzug in Grosmont (August 2010)
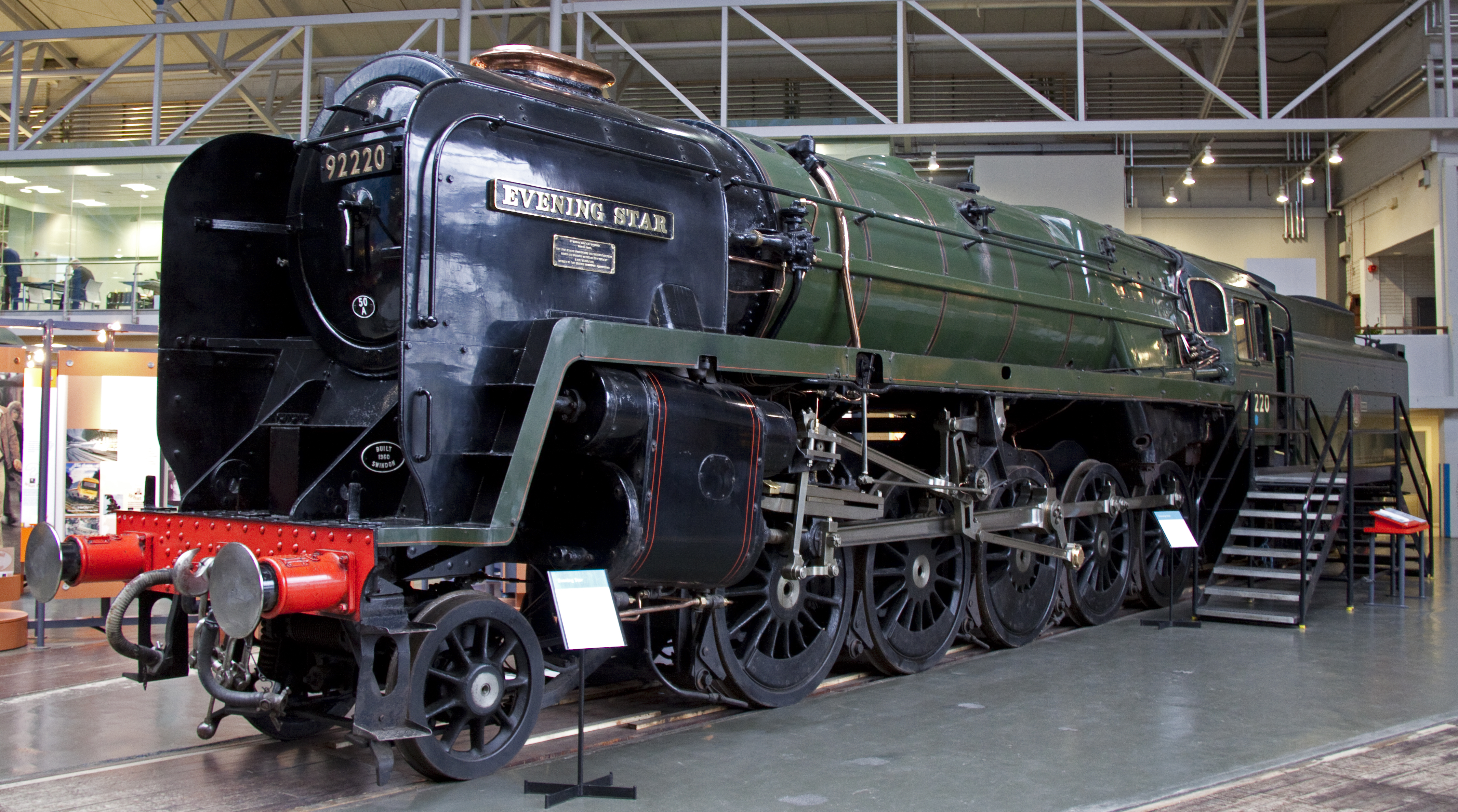
92220 „Evening Star“ im National Railway Museum (Februar 2011)